# Friedrich Prüser

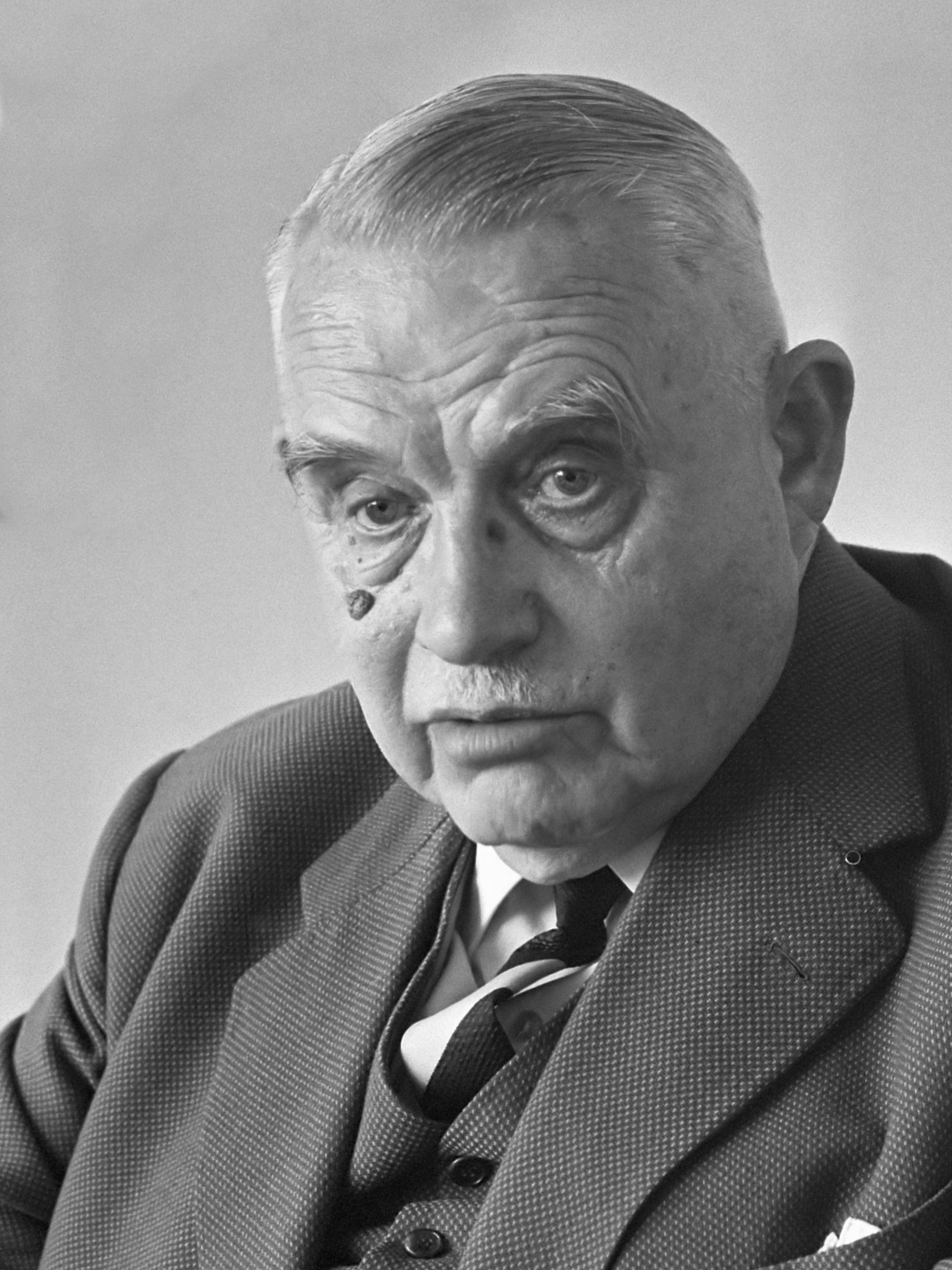
Friedrich Prüser (1969)

Friedrich Prüser (* 18. März 1892 in Bremen; † 27. August 1974 in Bremen) war ein deutscher Historiker und Direktor des Staatsarchivs Bremen.

## Biografie
Prüser war der Sohn eines Oberpostschaffners der Reichsbahn. Er absolvierte das Bremer Lehrerseminar und war als Volksschullehrer in Bremen tätig. Im Ersten Weltkrieg diente er als Soldat. Er erwarb 1920 das Abitur an einem Gymnasium in Frankfurt-Sachsenhausen und studierte danach Geschichte, Germanistik und Anglistik an der Universität Marburg und der Universität Göttingen. 1925 wurde er zum Dr. phil. promoviert und war daraufhin von 1926 bis 1936 Studienrat in Bremen am Gymnasium am Waller Ring.
Er forschte zugleich über Bischof Wilhadi, das Ansgariikapitel Bremen und das Stephanikapitel. 1937 übernahm er als Nachfolger von Hermann Entholt (1870–1957) die Leitung des Staatsarchivs der Freien Hansestadt. Im Zweiten Weltkrieg diente er ab 1940 in Bremen als Offizier, zuletzt als Hauptmann und leitete auch zusätzlich das Staatsarchiv. Nach dem Krieg übernahm Entholt von 1945 bis 1949 die Leitung des Staatsarchivs, das provisorisch im Rutenberghaus (heute Ortsamt Mitte / Östliche Vorstadt) untergebracht war. Prüser leitete dann das Staatsarchiv wieder von 1949 bis 1957. Sein Nachfolger wurde Karl Heinz Schwebel.
Von 1939 bis 1947 war er Vorsitzender des Vereins Die Maus und von 1950 bis 1973 Vorsitzender der Historischen Gesellschaft in Bremen.
Sein Sohn, Jürgen Prüser (1929–2021), war Leiter der Verwaltungsschule bzw. später der Hochschule für öffentliche Verwaltung.

## Werke
Eine Vielzahl von Büchern, Schriften, Aufsätzen und Vorworten zur bremischen Geschichte und zur Wirtschaftsgeschichte, wurde von Prüser verfasst:
- Herausgegeben wurden von ihm
  - Veröffentlichungen aus dem Staatsarchiv der Freien Hansestadt Bremen
  - Bremisches Jahrbuch von der Historischen Gesellschaft
  - 1000 Jahre Bremer Kaufmann. Aufsätze zur Geschichte bremischen Kaufmannstums, des Bremer Handels und der Bremer Schiffahrt. In: Bremisches Jahrbuch, Band 50, Schünemann Verlag, Bremen 1965.

Er veröffentlichte (Auswahl):
- Die Mathematisch-Naturwissenschaftliche Verbindung MARKOMANNIA in Marburg in den ersten fünfzig Jahren ihres Bestehens. Ein Beitrag zur Geschichte der Wissenschaftlichen Verbindungen [1929]. Frankfurt a. M. 1930.
- Bürgermeister Vasmer und das Steinerne Kreuz. Winters Buchhandlung, Bremen 1930.
- Achthundert Jahre St. Stephanikirche – Ein Stück bremische Geschichte. Arndt-Verlag Melchers & Boettcher, Bremen 1940.
- Vom Bremer Überseekaufmann. In: Wissenschaftliche Gesellschaft, Band 14 – Heft 1, Arthur Geist Verlag, Bremen 1940.
- Deutsche Dampfschiffahrts-Gesellschaft Hansa; Selbstverlag der DDGH, Bremen um 1947.
- Friedrich Prüser, Karl H. Schwebel, Arthur Ulrich: De Koopman tho Bremen. Ein Fünfhundertjahr-Gedenken der Handelskammer Bremen. Dreizehn Aufsätze zur Geschichte des Bremer Kaufmanns und der bremischen Wirtschaft. Bremen 1951.
- Die Balge – Bremens mittelalterlicher Hafen. Verlag Max Schmidt-Römhild, Lübeck 1953.
- Roland und Rolandia. Zur Aufrichtung eines Rolandes im brasilianischen Rolandia. Bargmann Verlag, Bremen 1957.
- Alte Hansestädte. Stracheverlag, Stuttgart 1955.
- Die Schlachte-Bremens alter Uferhafen. In: Schriften zur bremischen Firmen- und Wirtschaftsgeschichte, Bd. 4, Bargmann Verlag, Bremen 1957.
- Hinter der Mauer: Die Bremer Steffensstadt im Spiegel ihrer alten Strassennamen. Geist Verlag, Bremen 1960.
- Das Bremer Gymnasium Illustre in seinen landschaftlichen und personellen Beziehungen. Schünemann Verlag, Bremen 1961.
- Beiträge zur bremischen Firmengeschichte. F. Bruckmann Verlag, München 1966.